# Georgia en los Juegos Olímpicos de Sídney 2000
Georgia estuvo representada en los Juegos Olímpicos de Sídney 2000 por un total de 36 deportistas que compitieron en 12 deportes.  
El portador de la bandera en la ceremonia de apertura fue el halterófilo Guiorgui Asanidze.

## Medallistas
El equipo olímpico georgiano obtuvo las siguientes medallas:
| Nombre                | Deporte            | Competición      |
| --------------------- | ------------------ | ---------------- |
| Oro                   |                    |                  |
| —                     |                    |                  |
| Plata                 |                    |                  |
| —                     |                    |                  |
| Bronce                |                    |                  |
| Vladimer Chanturia    | Boxeo              | Pesado (91 kg M) |
| Guiorgui Asanidze     | Halterofilia       | 85 kg M          |
| Guiorgui Vazagashvili | Judo               | –66 kg M         |
| Akaki Chachua         | Lucha grecorromana | 63 kg M          |
| Mujran Vajtangadze    | Lucha grecorromana | 85 kg M          |
| Eldar Kurtanidze      | Lucha libre        | 97 kg M          |